# 武尔曼斯奎克
武尔曼斯奎克是德国巴伐利亚州的一个市镇。总面积49.17平方公里，总人口3632人，其中男性1842人，女性1790人（2011年12月31日），人口密度74人/平方公里。